# Josh Gordy
Pour les articles homonymes, voir Gordy (homonymie).
(en) Statistiques sur pro-football-reference
Josh Gordy (né le 9 février 1987 à Warthen (Comté de Washington), en Géorgie, est un joueur américain de football américain évoluant au poste de defensive back. Il joue actuellement avec les Giants de New York.

## Carrière

### Université
Gordy fait ses études à l'université Central Michigan, jouant avec l'équipe de l'école les Chippewas. Il s'inscrit lors de la saison 2009, sur la liste des draft de la NFL de 2010.

### Professionnelle
Josh Gordy n'est sélectionné par aucune équipe lors du draft de la NFL de 2010 et s'engage peu de temps après comme agent libre avec les Packers de Green Bay. Il joue deux matchs lors de sa première saison en NFL en 2010 et remporte le Super Bowl XLV avec les Packers. En 2011, il est accepté dans l'équipe d'entraînement des Rams de Saint-Louis. Il va alors impressionner, en interceptant trois passes lors de cette saison. Il est échangé aux Colts d'Indianapolis, le 22 août 2012, et joue surtout dans l'équipe spéciale d'Indianapolis.